# Gazeta Wrocławska
Gazeta Wrocławska – dziennik dolnośląski wydawany we Wrocławiu od 1948.

## Historia
Jako „Gazeta Robotnicza” ukazywała się od 16 grudnia 1948, jako organ Komitetu Wojewódzkiego PZPR we Wrocławiu. Powstała z połączenia Warszawskiego Kuriera Ilustrowanego i Trybuny Dolnośląskiej. Gazeta była organizatorem wyścigu kolarskiego Szlakiem Grodów Piastowskich.
Redaktorami naczelnymi byli kolejno:
- Tadeusz Galiński (16.12.1948-1.06.1949)
- Irena Tarłowska (1.06.1949-31.10.1954)
- Władysław Biełowicz (1.11.1954-29.02.1958)
- Roman Werfel (1.11.1958-29.02.1960)
- Władysław Biełowicz (1.03.1960-31.07.1968)
- Mieczysław Zawadowski (1.08.1968-15.03.1973)
- Zdzisław Balicki (15.03.1973-30.09.1980)
- Julian Bartosz (1.10.1980-14.12.1981)
- Zdzisław Balicki (15.12.1981-1.12.1983)
- Aleksander Kubisiak (1.12.1983-1989)
- Henryk Jonek (od 1.06.1989[5])
- Andrzej Bułat (od czerwca 1990[6])

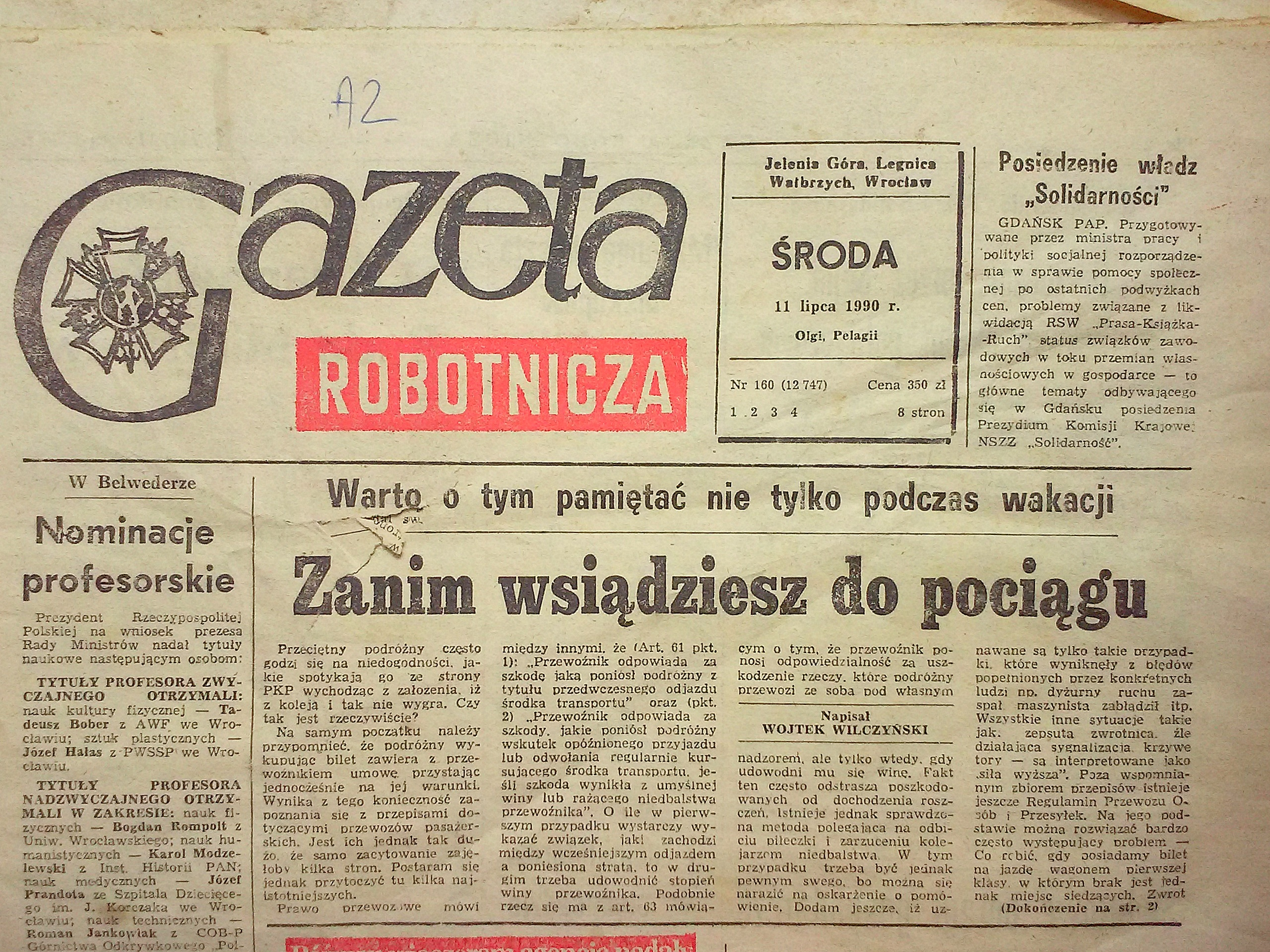
Egzemplarz „Gazety Robotniczej” z lipca 1990

W III RP, po prywatyzacji w 1990 tytuł dziennika został przekształcony w „Robotniczą Gazetę Wrocławską”, następnie w „Gazetę Wrocławską”. Miało to na celu odcięcie się od dotychczasowej historii gazety, jako lokalnego organu PZPR. Po wykupieniu gazety od spółdzielni dziennikarskiej przez szwajcarską spółkę (później okazało się, że stoi za nią niemiecki koncern prasowy Passauer Neue Presse, którego spółką córką jest Polska Press), gazeta uzyskała nowy kształt, a wydawca zbudował na potrzeby dziennika nowoczesną drukarnię offsetową w podwrocławskich Bielanach. W okresie tych przekształceń redaktorem naczelnym gazety był Andrzej Bułat. Później, po przejęciu gazety przez niemieckiego wydawcę, naczelnymi byli Wiesław Mielcarski, Iwona Zielińska i Stanisław Drozdowski. Przejęcie dwóch konkurencyjnych gazet wrocławskich („Słowa Polskiego” i „Wieczoru Wrocławia”) spowodowało zmianę w 2004 tytułu dziennika do postaci „Słowo Polskie – Gazeta Wrocławska”. Redaktorem naczelnym do 2010 był Marek Twaróg, później jego funkcję przejął Arkadiusz Franas, były wicenaczelny. W 2021 funkcję redaktora naczelnego objęła Alicja Giedroyć-Skiba, która zrezygnowała ze stanowiska redaktora naczelnego w październiku 2021. Następcą jej został Artur Matyszczyk, który przedtem pełnił funkcję zastępcy redaktora naczelnego „Gazety Lubuskiej”.
W sobotę 13 października 2007 po raz ostatni gazeta wyszła pod nazwą „Słowo Polskie – Gazeta Wrocławska”; od następnego, poniedziałkowego wydania nosiła tytuł „Polska – Gazeta Wrocławska” i była wydawana w ramach dziennika „Polska”. Od stycznia 2015 ponownie wychodzi pod tytułem „Gazeta Wrocławska”.
W czerwcu 2024 roku redaktor naczelną została Maja Majewska.